# Charles Stenvig
Charles A. Stenvig (Minneapolis, 16 de janeiro de 1928 ─ 22 de fevereiro de 2010) foi um político norte-americano. Atuou como prefeito de Minneapolis, Minnesota durante três mandatos de dois anos: 1969 - 1973 (dois mandatos) e 1976 - 1978.